# Stellata
Stellata (La Stlà in dialetto ferrarese) è una frazione di Bondeno, in provincia di Ferrara.

## Geografia fisica

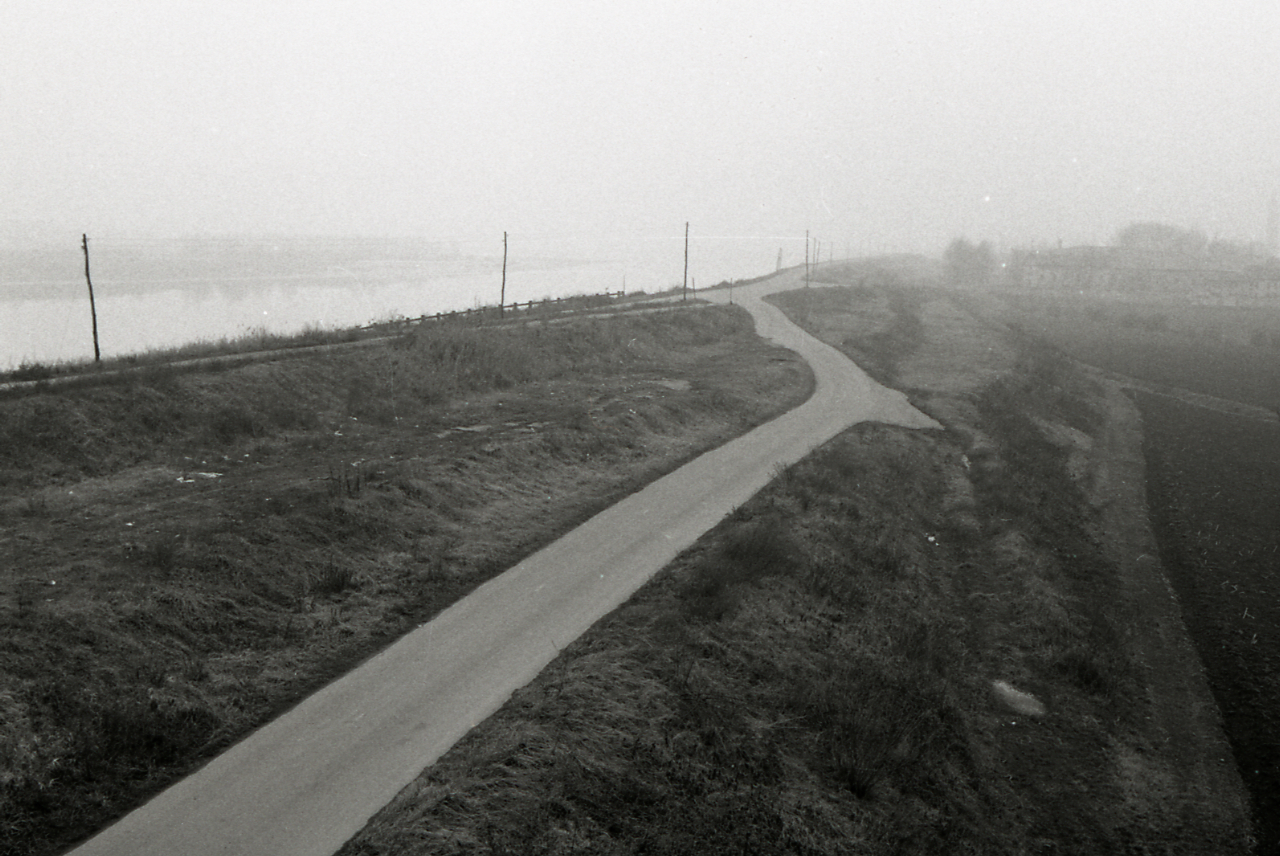
Argine del Po presso Stellata di Bondeno. Servizio di Paolo Monti 1975

Sorge all'estremità occidentale della provincia di Ferrara, dove questa confina con le province di Mantova e Rovigo, e quindi in prossimità del confine fra tre regioni: Emilia-Romagna, Lombardia e Veneto.
Il borgo è situato a ridosso del fiume Po, il cui argine destro domina l'abitato a nord, e si trova in un punto storicamente strategico per le comunicazioni fluviali, essendo alla radice del sistema deltizio del Po, nei pressi del punto dove avvenne la rotta di Ficarolo.

## Monumenti e luoghi d'interesse

### Architetture religiose
- Chiesa parrocchiale della Natività di Maria Vergine

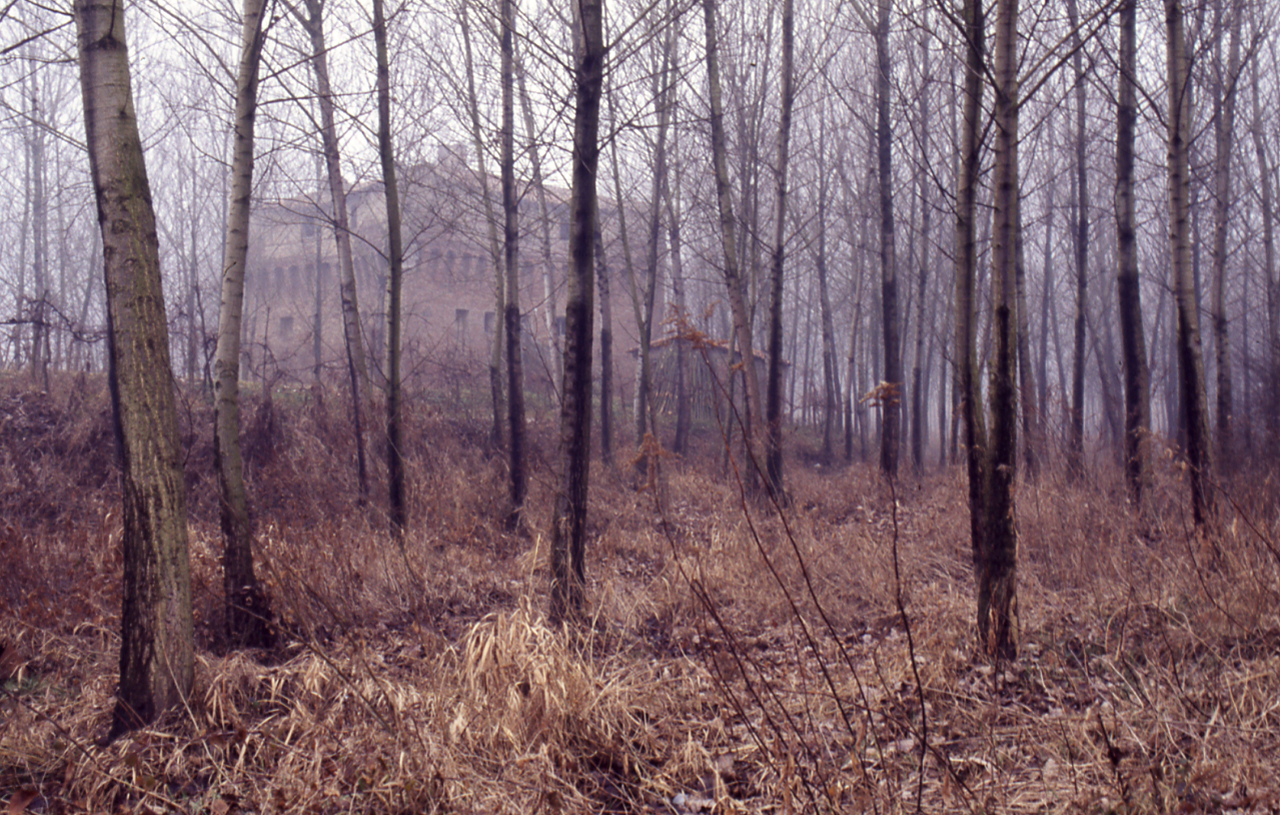
Rocca immersa nella nebbia in una foto di Paolo Monti del 1982. Fondo Paolo Monti, BEIC

### Architetture militari
- Rocca Possente: torre difensiva posta sulla riva del Po edificata attorno all'XI secolo e successivamente ampliata nel 1362 per volontà di Niccolò II d'Este. All'epoca posizionata nelle vicinanze del delta del Po, assieme alla rocca di Ficarolo aveva lo scopo di controllare il traffico navale e mercantile mediante l'utilizzo di una catena lunga 161 metri tra le due sponde del fiume[1]. Ricostruita nuovamente dopo il 1521, assume la forma con bastioni obliqui "a stella" adatti a resistere ai colpi di artiglieria. La conformazione a stella dell'edificio ha dato il nome a Stellata. La struttura a stella è ciò che rimane della struttura difensiva di Stellata durante il periodo estense.

### Architetture civili
- Museo Civico Archeologico "G. Ferraresi", ubicato in una casa appartenuta a Virgilio, figlio di Ludovico Ariosto

### Altro
- Percorso cicloturistico Destra Po: È la pista ciclabile più lunga d'Italia che segue l'argine destro del fiume Po in provincia di Ferrara da Stellata a Gorino.

## Manifestazioni
Il piccolo paese di Stellata è noto nel circondario per il grande mercatino d'antiquariato che vi si svolge la 2ª domenica di ogni mese e richiama visitatori dalle regioni limitrofe. Il mercatino occupa l'intero abitato e vede la presenza costante di circa 200 espositori.
All'inizio di settembre, in occasione della festa per la Natività di Maria Vergine, il borgo  ospita la tradizionale Sagra dell'Anatra.
Nell'ampio spazio golenale del fiume Po fra l'abitato e la Rocca Possente, dal 2005 viene organizzato annualmente nel mese di luglio il Bundan Celtic festival, manifestazione folcloristica a carattere storico-rievocativo.